# Hôpital du Tage
L’hôpital du Tage (en espagnol : Hospital del Tajo) est un hôpital public situé à Aranjuez, dans la communauté de Madrid. Il dépend du Service madrilène de santé (SERMAS).
Ouvert le 25 février 2008, il fait partie d'une série de huit hôpitaux régionaux construits sous le régime du partenariat public-privé,.